# 453 aC
El 453 aC va ser un any del calendari romà prejulià. Era l'any 301 ab urbe condita, o de la fundació de Roma. La denominació 453 aC per a aquest any s'ha emprat des de l'edat mitjana, quan el calendari Anno Domini va ser el mètode més usat a Europa per a anomenar els anys.

## Esdeveniments
- Van ser elegits cònsols a Roma Publi Curiaci Fist Trigemin i Sext Quintili Var. Aquell any una gran epidèmia de pesta va afectar la ciutat de Roma, i Quintili Var va morir. Va ser elegit cònsol sufecte Espuri Furi Medul·lí Fus.[2]
- El rei dels sículs Ducetius va fundar a la vora del Palicorum Lacus, un llac de Sicília, la ciutat de Palica (Palike) on va traslladar als habitants de Menaenum i altres viles properes. A la mort del rei la ciutat va ser destruïda i ja no es va reconstruir.[3]
- El govern de Siracusa va enviar al general Fail·le al front d'una flota, per reprimir les pirateries dels tirrens o etruscs. Va devastar l'illa d'Elba, però després es va deixar subornar per l'enemic i es va quedar inactiu. Al retornar a Siracusa va ser acusat i condemnat a l'exili.[4]

## Necrològiques
- Mort del magistrat Gai Horaci Pulvil, cònsol i àugur, a l'epidèmia de pesta que hi va haver a Roma.[5][4]
- Mort del cònsol electe aquell any Sext Quintili Var, a causa també de la pesta.[6]